# Кубок чемпионов КОНКАКАФ 2024
Кубок чемпионов КОНКАКАФ 2024 — 59-й розыгрыш главного клубного турнира Северной Америки. В нём приняли участие клубы из Северной и Центральной Америки, а также из стран Карибского бассейна. Турнир стал первым розыгрышем в новом формате турнира, состоящем из 27 команд и 5 раундов на выбывание, а также первым после смены названия.
Действующий чемпион — мексиканский клуб «Леон» — не квалифицировался на турнир и не смог защитить титул.
Победитель турнира примет участие в Клубном чемпионате мира 2025 в США наравне с победителями прошлых лет: «Монтеррей», «Сиэтл Саундерс», «Леон». Также победитель сыграет в Межконтинентальном кубке 2024.

## Формат
Начиная с сезона 2024 в турнире принимают участие 27 команд (ранее — 16) из США, Мексики, Канады и других стран Северной и Центральной Америки. Турнир разыгрывается по системе плей‑офф и состоит из 5 стадий — первый раунд, ⅛ финала, ¼ финала, полуфиналы и финал. Все раунды кроме финала проходят в 2 круга — команды играют по одному матчу дома и в гостях. Финал турнира состоит из 1 матча и проводится на нейтральном стадионе.
Команды квалифицируются в турнир как через участие в своих национальных чемпионатах, так и через участие в региональных кубковых турнирах — Кубок лиг (Северная Америка), Кубок Центральной Америки (Центральная Америка) и Карибский кубок (Карибские острова).
Победители региональных кубков и национальные чемпионы Мексики и США начинают выступления со стадии ⅛ финала, а остальные квалифицировавшиеся команды — с первого раунда.

## Команды
| Турнир                    | Команда      | Способ квалификации                                                             | Лучший результат  |
| ------------------------- | ------------ | ------------------------------------------------------------------------------- | ----------------- |
| Карибский кубок           | Робингуд     | Победитель турнира 2023                                                         | Финал (1983)      |
| Кубок Центральной Америки | Алахуэленсе  | Победитель турнира 2023                                                         | Чемпион (2004)    |
| Кубок лиг                 | Интер Майами | Победитель турнира 2023                                                         | Дебют             |
| Лига MX                   | Пачука       | Победитель Апертуры или Клаусуры чемпионата 2022/23 с большим количеством очков | Чемпион (2016/17) |
| MLS                       | Коламбус Крю | Победитель чемпионата 2023                                                      | ¼ финала (2021)   |

| Турнир                    | Команда              | Способ квалификации                                                             | Лучший результат    |
| ------------------------- | -------------------- | ------------------------------------------------------------------------------- | ------------------- |
| Первенство Канады         | Ванкувер Уайткэпс    | Победитель турнира 2023                                                         | Полуфинал (2016/17) |
| Канадская премьер-лига    | Фордж                | Победитель чемпионата 2023                                                      | ⅛ финала (2022)     |
| Канадская премьер-лига    | Кавалри              | Победитель регулярного сезона чемпионата 2023                                   | Дебют               |
| Карибский кубок           | Кавалер              | Финалист турнира 2023                                                           | Дебют               |
| Карибский кубок           | Мока                 | 3-е место турнира 2023                                                          | Дебют               |
| Кубок Центральной Америки | Реал Эстели          | Финалист турнира 2023                                                           | ⅛ финала (2021)     |
| Кубок Центральной Америки | Индепендьенте        | Полуфиналист турнира 2023                                                       | ¼ финала (2019)     |
| Кубок Центральной Америки | Эредиано             | Полуфиналист турнира 2023                                                       | Полуфинал (2014/15) |
| Кубок Центральной Америки | Комуникасьонес       | Победитель раунда плей-ин турнира 2023                                          | ¼ финала (2022)     |
| Кубок Центральной Америки | Саприсса             | Победитель раунда плей-ин турнира 2023                                          | Чемпион (2005)      |
| Кубок лиг                 | Нэшвилл              | Финалист турнира 2023                                                           | Дебют               |
| Кубок лиг                 | Филадельфия Юнион    | 3-е место турнира 2023                                                          | Полуфинал (2023)    |
| Лига MX                   | УАНЛ Тигрес          | Победитель Апертуры или Клаусуры чемпионата 2022/23 с меньшим количеством очков | Чемпион (2020)      |
| Лига MX                   | Толука               | Победитель Апертуры чемпионата 2022/23                                          | Чемпион (2003)      |
| Лига MX                   | Гвадалахара          | Победитель Клаусуры чемпионата 2022/23                                          | Чемпион (2018)      |
| Лига MX                   | Монтеррей            | Следующий лучший клуб в таблице чемпионата 2022/23                              | Чемпион (2021)      |
| Лига MX                   | Америка              | Следующий лучший клуб в таблице чемпионата 2022/23                              | Чемпион (2015/16)   |
| MLS                       | Цинциннати           | Победитель регулярного сезона чемпионата 2023                                   | Дебют               |
| MLS                       | Сент-Луис Сити       | Победитель Западной конференции регулярного сезона чемпионата 2023              | Дебют               |
| MLS                       | Орландо Сити         | Следующий лучший клуб в таблице регулярного сезона чемпионата 2023              | ⅛ финала (2023)     |
| MLS                       | Нью-Инглэнд Революшн | Следующий лучший клуб в таблице регулярного сезона чемпионата 2023              | ¼ финала (2022)     |
| Открытый кубок США        | Хьюстон Динамо       | Победитель турнира 2023                                                         | Полуфинал (2008)    |

## Жеребьёвка
Жеребьёвка была проведена 13 декабря 2023 года. Команды были посеяны в зависимости от их позиции в клубном рейтинге КОНКАКАФ по состоянию на 11 декабря 2023 года. 8 команд — 5 попадающих напрямую в стадию ⅛ финала и 3 команды с лучшим рейтингом из оставшихся, были расставлены в сетке турнира в зависимости от их позиции в рейтинге. Оставшиеся 19 команд были разделены на 2 корзины, их позиции в сетке были определены случайным образом.

### Команды, начинающие выступления со стадии ⅛ финала
| Посев | Команда      | Очки в рейтинге |
| ----- | ------------ | --------------- |
| 1     | Пачука       | 1207            |
| 2     | Коламбус Крю | 1203            |
| 3     | Интер Майами | 1182            |
| 4     | Алахуэленсе  | 1145            |
| 5     | Робингуд     | 1040            |

### Команды, начинающие выступления с первого раунда
| Посев | Команда     | Очки в рейтинге |
| ----- | ----------- | --------------- |
| 1     | Америка     | 1254            |
| 2     | Монтеррей   | 1243            |
| 3     | УАНЛ Тигрес | 1235            |

| Команда              | Очки в рейтинге |
| -------------------- | --------------- |
| Филадельфия Юнион    | 1214            |
| Толука               | 1212            |
| Гвадалахара          | 1205            |
| Орландо Сити         | 1200            |
| Нэшвилл              | 1191            |
| Цинциннати           | 1189            |
| Нью-Инглэнд Революшн | 1179            |
| Хьюстон Динамо       | 1178            |

| Команда           | Очки в рейтинге |
| ----------------- | --------------- |
| Ванкувер Уайткэпс | 1170            |
| Саприсса          | 1150            |
| Сент-Луис Сити    | 1144            |
| Эредиано          | 1129            |
| Комуникасьонес    | 1122            |
| Индепендьенте     | 1117            |
| Кавалри           | 1115            |
| Фордж             | 1111            |
| Реал Эстели       | 1071            |
| Мока              | 1029            |
| Кавалер           | 1028            |

## Расписание
Расписание турнира было представлено 24 октября 2023 года.
| Стадия       | Первый матч         | Ответный матч         |
| ------------ | ------------------- | --------------------- |
| Первый раунд | 6-8 и 20-22 февраля | 13-15 и 27-29 февраля |
| ⅛ финала     | 5-7 марта           | 12-14 марта           |
| ¼ финала     | 2-4 апреля          | 9-11 апреля           |
| Полуфиналы   | 23-25 апреля        | 30 апреля — 2 мая     |
| Финал        | 2 июня              | 2 июня                |

Все даты и время начала матчей указаны по североамериканскому восточному времени, так же как они указаны КОНКАКАФ (местное время указано в скобках, если отличается).

## Сетка
| Первый раунд           | Первый раунд | Первый раунд | Первый раунд |  |              | 1/8 финала           | 1/8 финала | 1/8 финала | 1/8 финала |  |  | 1/4 финала           | 1/4 финала | 1/4 финала | 1/4 финала |  |  | Полуфиналы   | Полуфиналы | Полуфиналы | Полуфиналы |  |  | Финал        | Финал |
| ---------------------- | ------------ | ------------ | ------------ |  | ------------ | -------------------- | ---------- | ---------- | ---------- |  |  | -------------------- | ---------- | ---------- | ---------- |  |  | ------------ | ---------- | ---------- | ---------- |  |  | ------------ | ----- |
|                        |              |              |              |  |              |                      |            |            |            |  |  |                      |            |            |            |  |  |              |            |            |            |  |  |              |       |
| Индепендьенте          | 0            | 0            | 0            |  |              |                      |            |            |            |  |  |                      |            |            |            |  |  |              |            |            |            |  |  |              |       |
| Нью-Инглэнд Революшн   | 1            | 3            | 4            |  |              | Нью-Инглэнд Революшн | 4          | 1          | 5          |  |  |                      |            |            |            |  |  |              |            |            |            |  |  |              |       |
|                        |              |              |              |  | Алахуэленсе  | 0                    | 1          | 1          |            |  |  |                      |            |            |            |  |  |              |            |            |            |  |  |              |       |
|                        |              |              |              |  |              |                      |            |            |            |  |  | Нью-Инглэнд Революшн | 0          | 2          | 2          |  |  |              |            |            |            |  |  |              |       |
| Фордж                  | 1            | 1            | 2            |  |              |                      |            |            |            |  |  | Америка              | 4          | 5          | 9          |  |  |              |            |            |            |  |  |              |       |
| Гвадалахара            | 3            | 2            | 5            |  |              | Гвадалахара          | 0          | 3          | 3          |  |  |                      |            |            |            |  |  |              |            |            |            |  |  |              |       |
| Реал Эстели            | 2            | 0            | 2            |  | Америка      | 3                    | 2          | 5          |            |  |  |                      |            |            |            |  |  |              |            |            |            |  |  |              |       |
| Америка                | 1            | 2            | 3            |  |              |                      |            |            |            |  |  |                      |            |            |            |  |  | Америка      | 1          | 1          | 2          |  |  |              |       |
|                        |              |              |              |  |              |                      |            |            |            |  |  |                      |            |            |            |  |  | Пачука       | 1          | 2          | 3          |  |  |              |       |
|                        |              |              |              |  |              | Эредиано             | 2          | 1          | 3          |  |  |                      |            |            |            |  |  |              |            |            |            |  |  |              |       |
| Эредиано (гост.)       | 1            | 3            | 4            |  | Робингуд     | 0                    | 1          | 1          |            |  |  |                      |            |            |            |  |  |              |            |            |            |  |  |              |       |
| Толука                 | 2            | 2            | 4            |  |              |                      |            |            |            |  |  | Эредиано             | 0          | 1          | 1          |  |  |              |            |            |            |  |  |              |       |
|                        |              |              |              |  |              |                      |            |            |            |  |  | Пачука               | 5          | 2          | 7          |  |  |              |            |            |            |  |  |              |       |
|                        |              |              |              |  |              | Филадельфия Юнион    | 0          | 0          | 0          |  |  |                      |            |            |            |  |  |              |            |            |            |  |  |              |       |
| Саприсса               | 2            | 3            | 5            |  | Пачука       | 0                    | 6          | 6          |            |  |  |                      |            |            |            |  |  |              |            |            |            |  |  |              |       |
| Филадельфия Юнион      | 3            | 3            | 6            |  |              |                      |            |            |            |  |  |                      |            |            |            |  |  |              |            |            |            |  |  | Пачука       | 3     |
| Сент-Луис Сити         | 2            | 0            | 2            |  |              |                      |            |            |            |  |  |                      |            |            |            |  |  |              |            |            |            |  |  | Коламбус Крю | 0     |
| Хьюстон Динамо (гост.) | 1            | 1            | 2            |  |              | Хьюстон Динамо       | 0          | 1          | 1          |  |  |                      |            |            |            |  |  |              |            |            |            |  |  |              |       |
|                        |              |              |              |  | Коламбус Крю | 1                    | 1          | 2          |            |  |  |                      |            |            |            |  |  |              |            |            |            |  |  |              |       |
|                        |              |              |              |  |              |                      |            |            |            |  |  | Коламбус Крю (пен.)  | 1          | 1          | 2 (4)      |  |  |              |            |            |            |  |  |              |       |
| Кавалри                | 0            | 1            | 1            |  |              |                      |            |            |            |  |  | УАНЛ Тигрес          | 1          | 1          | 2 (3)      |  |  |              |            |            |            |  |  |              |       |
| Орландо Сити           | 3            | 3            | 6            |  |              | Орландо Сити         | 0          | 2          | 2          |  |  |                      |            |            |            |  |  |              |            |            |            |  |  |              |       |
| Ванкувер Уайткэпс      | 1            | 0            | 1            |  | УАНЛ Тигрес  | 0                    | 4          | 4          |            |  |  |                      |            |            |            |  |  |              |            |            |            |  |  |              |       |
| УАНЛ Тигрес            | 1            | 3            | 4            |  |              |                      |            |            |            |  |  |                      |            |            |            |  |  | Коламбус Крю | 2          | 3          | 5          |  |  |              |       |
| Мока                   | 0            | 0            | 0            |  |              |                      |            |            |            |  |  |                      |            |            |            |  |  | Монтеррей    | 1          | 1          | 2          |  |  |              |       |
| Нэшвилл                | 3            | 4            | 7            |  |              | Нэшвилл              | 2          | 1          | 3          |  |  |                      |            |            |            |  |  |              |            |            |            |  |  |              |       |
|                        |              |              |              |  | Интер Майами | 2                    | 3          | 5          |            |  |  |                      |            |            |            |  |  |              |            |            |            |  |  |              |       |
|                        |              |              |              |  |              |                      |            |            |            |  |  | Интер Майами         | 1          | 1          | 2          |  |  |              |            |            |            |  |  |              |       |
| Кавалер                | 0            | 0            | 0            |  |              |                      |            |            |            |  |  | Монтеррей            | 2          | 3          | 5          |  |  |              |            |            |            |  |  |              |       |
| Цинциннати             | 2            | 4            | 6            |  |              | Цинциннати           | 0          | 1          | 1          |  |  |                      |            |            |            |  |  |              |            |            |            |  |  |              |       |
| Комуникасьонес         | 1            | 0            | 1            |  | Монтеррей    | 1                    | 2          | 3          |            |  |  |                      |            |            |            |  |  |              |            |            |            |  |  |              |       |
| Монтеррей              | 4            | 3            | 7            |  |              |                      |            |            |            |  |  |                      |            |            |            |  |  |              |            |            |            |  |  |              |       |

## Первый раунд
| Команда 1         | Итог     | Команда 2            | 1-й матч | 2-й матч |
| ----------------- | -------- | -------------------- | -------- | -------- |
| Саприсса          | 5:6      | Филадельфия Юнион    | 2:3      | 3:3      |
| Эредиано          | 4:4 (г.) | Толука               | 1:2      | 3:2      |
| Реал Эстели       | 2:3      | Америка              | 2:1      | 0:2      |
| Фордж             | 2:5      | Гвадалахара          | 1:3      | 1:2      |
| Индепендьенте     | 0:4      | Нью-Инглэнд Революшн | 0:1      | 0:3      |
| Сент-Луис Сити    | 2:2 (г.) | Хьюстон Динамо       | 2:1      | 0:1      |
| Ванкувер Уайткэпс | 1:4      | УАНЛ Тигрес          | 1:1      | 0:3      |
| Кавалри           | 1:6      | Орландо Сити         | 0:3      | 1:3      |
| Комуникасьонес    | 1:7      | Монтеррей            | 1:4      | 0:3      |
| Кавалер           | 0:6      | Цинциннати           | 0:2      | 0:4      |
| Мока              | 0:7      | Нэшвилл              | 0:3      | 0:4      |

### Матчи
| Саприсса                        | 2:3     | Филадельфия Юнион      |
| ------------------------------- | ------- | ---------------------- |
| Глеснес 28′ (авт.) · Тейлор 90′ | (отчёт) | Карранса 55′, 76′, 79′ |

| Филадельфия Юнион                     | 3:3 (доп. вр.) | Саприсса                                         |
| ------------------------------------- | -------------- | ------------------------------------------------ |
| Карранса 17′ · Салливан 26′ · Уре 94′ | (отчёт)        | Парадела 14′ (пен.) · Мадригаль 28′ · Торрес 62′ |

«Филадельфия Юнион» выиграла со счётом 6:5 в сумме двух матчей.
| Эредиано | 1:2     | Толука                    |
| -------- | ------- | ------------------------- |
| Вега 88′ | (отчёт) | Перейра 16′ · Моралес 57′ |

| Толука                | 2:3     | Эредиано                               |
| --------------------- | ------- | -------------------------------------- |
| Исаис 5′ · Ангуло 45′ | (отчёт) | Рохас 57′ · Родригес 62′ · Каналес 84′ |

Счёт 4:4 в сумме двух матчей. «Эредиано» выиграло по правилу выездного гола.
| Реал Эстели                    | 2:1     | Америка        |
| ------------------------------ | ------- | -------------- |
| Бонилья 7′ (пен.) · Флетес 47′ | (отчёт) | Киньонес 90+1′ |

| Америка                     | 2:0     | Реал Эстели |
| --------------------------- | ------- | ----------- |
| Родригес 18′ · Сендехас 54′ | (отчёт) |             |

«Америка» выиграла со счётом 3:2 в сумме двух матчей.
| Фордж        | 1:3     | Гвадалахара                   |
| ------------ | ------- | ----------------------------- |
| Кэмпбелл 31′ | (отчёт) | Кауэлл 26′, 63′ · Марин 45+1′ |

| Гвадалахара                 | 2:1     | Фордж          |
| --------------------------- | ------- | -------------- |
| Гутьеррес 8′ · Кастильо 62′ | (отчёт) | Тавернье 90+3′ |

«Гвадалахара» выиграла со счётом 5:2 в сумме двух матчей.
| Индепендьенте | 0:1     | Нью-Инглэнд Революшн |
| ------------- | ------- | -------------------- |
|               | (отчёт) | Чанкалай 54′         |

| Нью-Инглэнд Революшн                   | 3:0     | Индепендьенте |
| -------------------------------------- | ------- | ------------- |
| Н. Хиль 21′ · Чанкалай 58′ · Кей 90+3′ | (отчёт) |               |

«Нью-Инглэнд Революшн» выиграл со счётом 4:0 в сумме двух матчей.
| Сент-Луис Сити             | 2:1     | Хьюстон Динамо |
| -------------------------- | ------- | -------------- |
| Паркер 61′ · Кидзима 90+1′ | (отчёт) | Ковальчик 72′  |

| Хьюстон Динамо | 1:0     | Сент-Луис Сити |
| -------------- | ------- | -------------- |
| Святченко 60′  | (отчёт) |                |

Счёт 2:2 в сумме двух матчей. «Хьюстон Динамо» выиграло по правилу выездного гола.
| Ванкувер Уайткэпс | 1:1     | УАНЛ Тигрес |
| ----------------- | ------- | ----------- |
| Крайлах 32′       | (отчёт) | Жиньяк 88′  |

| УАНЛ Тигрес                             | 3:0     | Ванкувер Уайткэпс |
| --------------------------------------- | ------- | ----------------- |
| Киньонес 51′ · Эррера 85′ · Вигон 90+1′ | (отчёт) |                   |

«УАНЛ Тигрес» выиграли со счётом 4:1 в сумме двух матчей.
| Кавалри | 0:3     | Орландо Сити                   |
| ------- | ------- | ------------------------------ |
|         | (отчёт) | Макгуайр 21′ · Торрес 38′, 76′ |

| Орландо Сити                        | 3:1     | Кавалри   |
| ----------------------------------- | ------- | --------- |
| Лодейро 48′ · Энрике 71′ · Смит 88′ | (отчёт) | Беван 64′ |

«Орландо Сити» выиграло со счётом 6:1 в сумме двух матчей.
| Комуникасьонес | 1:4     | Монтеррей                                                      |
| -------------- | ------- | -------------------------------------------------------------- |
| Мехия 29′      | (отчёт) | Бертераме 22′ · А. Гонсалес 51′ · Гальярдо 71′ · Р. Агирре 85′ |

| Монтеррей                            | 3:0     | Комуникасьонес |
| ------------------------------------ | ------- | -------------- |
| Морено 10′ · Корона 31′ · Васкес 79′ | (отчёт) |                |

«Монтеррей» выиграл со счётом 7:1 в сумме двух матчей.
| Кавалер | 0:2     | Цинциннати               |
| ------- | ------- | ------------------------ |
|         | (отчёт) | Сантос 45+5′ · Пинто 87′ |

| Цинциннати                                              | 4:0     | Кавалер |
| ------------------------------------------------------- | ------- | ------- |
| Пауэлл 19′ · Бупендза 34′ · Фостер 71′ · Валенсуэла 78′ | (отчёт) |         |

«Цинциннати» выиграло со счётом 6:0 в сумме двух матчей.
| Мока | 0:3     | Нэшвилл                             |
| ---- | ------- | ----------------------------------- |
|      | (отчёт) | Мухтар 12′ · Сарридж 25′ · Бойд 75′ |

| Нэшвилл                                      | 4:0     | Мока |
| -------------------------------------------- | ------- | ---- |
| Гейнз 13′ · Аджаго 38′, 53′ · Шаффелберг 45′ | (отчёт) |      |

«Нэшвилл» выиграл со счётом 7:0 в сумме двух матчей.
1. ↑  «Ванкувер Уайткэпс» были вынуждены провести матч на альтернативном стадионе из-за конфликтов в расписании стадиона «Би-Си Плэйс»[4].
2. ↑  «Кавалри» были вынуждены провести матч на альтернативном стадионе из-за ожидаемой плохой погоды в Калгари[5].

## 1/8 финала
| Команда 1            | Итог | Команда 2    | 1-й матч | 2-й матч |
| -------------------- | ---- | ------------ | -------- | -------- |
| Филадельфия Юнион    | 0:6  | Пачука       | 0:0      | 0:6      |
| Эредиано             | 3:1  | Робингуд     | 2:0      | 1:1      |
| Гвадалахара          | 3:5  | Америка      | 0:3      | 3:2      |
| Нью-Инглэнд Революшн | 5:1  | Алахуэленсе  | 4:0      | 1:1      |
| Хьюстон Динамо       | 1:2  | Коламбус Крю | 0:1      | 1:1      |
| Орландо Сити         | 2:4  | УАНЛ Тигрес  | 0:0      | 2:4      |
| Цинциннати           | 1:3  | Монтеррей    | 0:1      | 1:2      |
| Нэшвилл              | 3:5  | Интер Майами | 2:2      | 1:3      |

### Матчи
| Филадельфия Юнион | 0:0     | Пачука |
| ----------------- | ------- | ------ |
|                   | (отчёт) |        |

| Пачука                                                                 | 6:0     | Филадельфия Юнион |
| ---------------------------------------------------------------------- | ------- | ----------------- |
| Рондон 7′ (пен.), 45+6′, 53′ · Суарес 57′ · Идрисси 63′ · Баутиста 85′ | (отчёт) |                   |

«Пачука» выиграла со счётом 6:0 в сумме двух матчей.
| Эредиано               | 2:0     | Робингуд |
| ---------------------- | ------- | -------- |
| Монтес 32′ · Гарса 84′ | (отчёт) |          |

| Робингуд  | 1:1     | Эредиано  |
| --------- | ------- | --------- |
| Тюр 90+4′ | (отчёт) | Гарса 56′ |

«Эредиано» выиграло со счётом 3:1 в сумме двух матчей.
| Гвадалахара | 0:3     | Америка                                          |
| ----------- | ------- | ------------------------------------------------ |
|             | (отчёт) | Киньонес 15′ (пен.) · Вальдес 70′ · Мартин 90+4′ |

| Америка                        | 2:3     | Гвадалахара                            |
| ------------------------------ | ------- | -------------------------------------- |
| Мосо 51′ (авт.) · Сендехас 60′ | (отчёт) | Кауэлл 12′ · Марин 32′ · Альварадо 63′ |

«Америка» выиграла со счётом 5:3 в сумме двух матчей.
| Нью-Инглэнд Революшн                                    | 4:0     | Алахуэленсе |
| ------------------------------------------------------- | ------- | ----------- |
| Лима 28′ · Чанкалай 41′, 50′ (пен.) · Байрактаревич 55′ | (отчёт) |             |

| Алахуэленсе | 1:1     | Нью-Инглэнд Революшн |
| ----------- | ------- | -------------------- |
| Мора 4′     | (отчёт) | Вриони 81′           |

«Нью-Инглэнд Революшн» выиграл со счётом 5:1 в сумме двух матчей.
| Хьюстон Динамо | 0:1     | Коламбус Крю |
| -------------- | ------- | ------------ |
|                | (отчёт) | Мэцан 90+6′  |

| Коламбус Крю | 1:1     | Хьюстон Динамо   |
| ------------ | ------- | ---------------- |
| Эрнандес 40′ | (отчёт) | Дорси 90′ (пен.) |

«Коламбус Крю» выиграл со счётом 2:1 в сумме двух матчей.
| Орландо Сити | 0:0     | УАНЛ Тигрес |
| ------------ | ------- | ----------- |
|              | (отчёт) |             |

| УАНЛ Тигрес                                                  | 4:2     | Орландо Сити             |
| ------------------------------------------------------------ | ------- | ------------------------ |
| Флорес 13′ · Жиньяк 20′ (пен.) · Горриаран 68′ · Кордова 81′ | (отчёт) | Торрес 24′ · Охеда 90+1′ |

«УАНЛ Тигрес» выиграли со счётом 4:2 в сумме двух матчей.
| Цинциннати | 0:1     | Монтеррей  |
| ---------- | ------- | ---------- |
|            | (отчёт) | Васкес 24′ |

| Монтеррей             | 2:1     | Цинциннати |
| --------------------- | ------- | ---------- |
| Ромо 41′ · Васкес 68′ | (отчёт) | Акоста 47′ |

«Монтеррей» выиграл со счётом 3:1 в сумме двух матчей.
| Нэшвилл            | 2:2     | Интер Майами             |
| ------------------ | ------- | ------------------------ |
| Шаффелберг 4′, 47′ | (отчёт) | Месси 52′ · Суарес 90+5′ |

| Интер Майами                       | 3:1     | Нэшвилл       |
| ---------------------------------- | ------- | ------------- |
| Суарес 8′ · Месси 23′ · Тейлор 63′ | (отчёт) | Сарридж 90+3′ |

«Интер Майами» выиграл со счётом 5:3 в сумме двух матчей.

## 1/4 финала
| Команда 1            | Итог           | Команда 2   | 1-й матч | 2-й матч |
| -------------------- | -------------- | ----------- | -------- | -------- |
| Эредиано             | 1:7            | Пачука      | 0:5      | 1:2      |
| Нью-Инглэнд Революшн | 2:9            | Америка     | 0:4      | 2:5      |
| Коламбус Крю         | 2:2 (4:3 пен.) | УАНЛ Тигрес | 1:1      | 1:1      |
| Интер Майами         | 2:5            | Монтеррей   | 1:2      | 1:3      |

### Матчи
| Эредиано | 0:5     | Пачука                                            |
| -------- | ------- | ------------------------------------------------- |
|          | (отчёт) | Рондон 3′, 16′, 68′ · Домингес 55′ · Баутиста 90′ |

| Пачука                    | 2:1     | Эредиано  |
| ------------------------- | ------- | --------- |
| Гонсалес 47′ · Рондон 59′ | (отчёт) | Рубио 62′ |

«Пачука» выиграла со счётом 7:1 в сумме двух матчей.
| Нью-Инглэнд Революшн | 0:4     | Америка                                                    |
| -------------------- | ------- | ---------------------------------------------------------- |
|                      | (отчёт) | Мартин 16′ · Сендехас 25′ · Кальдерон 64′ · Родригес 90+1′ |

| Америка                                                                        | 5:2     | Нью-Инглэнд Революшн |
| ------------------------------------------------------------------------------ | ------- | -------------------- |
| Вальдес 21′ · Киньонес 34′ · Мартин 45+4′ · Сендехас 57′ · Родригес 76′ (пен.) | (отчёт) | Вриони 65′, 90+2′    |

«Америка» выиграла со счётом 9:2 в сумме двух матчей.
| Коламбус Крю | 1:1     | УАНЛ Тигрес |
| ------------ | ------- | ----------- |
| Росси 43′    | (отчёт) | Жиньяк 18′  |

| УАНЛ Тигрес                                    | 1:1     | Коламбус Крю                                       |
| ---------------------------------------------- | ------- | -------------------------------------------------- |
| Жиньяк 3′                                      | (отчёт) | Росси 59′                                          |
| Пенальти                                       |         |                                                    |
| - Жиньяк - Писарро - Эррера - Кордова - Ангуло | 3:4     | - Росси - Расселл-Роу - Мэцан - Эрнандес - Арфстен |

Счёт 2:2 в сумме двух матчей. «Коламбус Крю» выиграл 4:3 в серии пенальти.
| Интер Майами | 1:2     | Монтеррей               |
| ------------ | ------- | ----------------------- |
| Авилес 19′   | (отчёт) | Меса 69′ · Родригес 89′ |

| Монтеррей                                 | 3:1     | Интер Майами |
| ----------------------------------------- | ------- | ------------ |
| Васкес 31′ · Бертераме 58′ · Гальярдо 64′ | (отчёт) | Гомес 85′    |

«Монтеррей» выиграл со счётом 5:2 в сумме двух матчей.
1. ↑  «Нью-Инглэнд Революшн» должны были провести первый матч в гостях, а ответный — дома, но из-за конфликтов в расписании домашнего стадиона «Джиллетт Стэдиум» клуб подал запрос на проведение первого матча дома. КОНКАКАФ и «Америка» удовлетворили запрос[6].

## Полуфиналы
| Команда 1    | Итог | Команда 2 | 1-й матч | 2-й матч |
| ------------ | ---- | --------- | -------- | -------- |
| Америка      | 2:3  | Пачука    | 1:1      | 1:2      |
| Коламбус Крю | 5:2  | Монтеррей | 2:1      | 3:1      |

### Матчи
| Америка      | 1:1     | Пачука       |
| ------------ | ------- | ------------ |
| Сендехас 12′ | (отчёт) | Микольта 40′ |

| Пачука                    | 2:1     | Америка    |
| ------------------------- | ------- | ---------- |
| Родригес 12′ · Деосса 14′ | (отчёт) | Мартин 23′ |

«Пачука» выиграла со счётом 3:2 в сумме двух матчей.
| Коламбус Крю                   | 2:1     | Монтеррей |
| ------------------------------ | ------- | --------- |
| Эрнандес 25′ · Расселл-Роу 73′ | (отчёт) | Меса 58′  |

| Монтеррей          | 1:3     | Коламбус Крю                               |
| ------------------ | ------- | ------------------------------------------ |
| Чеберко 11′ (авт.) | (отчёт) | Моррис 45+4′ · Росси 49′ · Расселл-Роу 89′ |

«Коламбус Крю» выиграл со счётом 5:2 в сумме двух матчей.

## Финал
Финал состоялся 1 июня 2024 года. Матч прошёл на домашнем стадионе «Пачуки», «Идальго», так как команда показала лучший результат в предыдущих раундах (не считая первого раунда).
| Пачука                         | 3:0     | Коламбус Крю |
| ------------------------------ | ------- | ------------ |
| Рондон 12′, 67′ · Родригес 32′ | (отчёт) |              |

|  | Регламент матча - 90 минут. - 30 минут дополнительного времени при необходимости. - Послематчевые пенальти при равном счёте после дополнительного времени. - Девять запасных с каждой стороны. - Максимум пять замен, шестая допускается в дополнительное время. |

1. 1 2  Финал был изначально назначен на 2 июня 2024 года, но позже КОНКАКАФ объявила, что если финал примет команда из Мексики, то дата проведения будет изменена в связи со всеобщими выборами в Мексике[7].
2. ↑  Каждая команда сможет сделать три паузы для замены, четвёртую только в дополнительное время, не считая замен в перерыве основного времени, между основным и дополнительным временем и в перерыве между таймами дополнительного времени.

## Статистика

### Бомбардиры
| Место | Игрок              | Клуб                 | Голы |
| ----- | ------------------ | -------------------- | ---- |
| 1     | Саломон Рондон     | Пачука               | 9    |
| 2     | Алекс Сендехас     | Америка              | 5    |
| 3     | Брэндон Васкес     | Монтеррей            | 4    |
| 3     | Андре-Пьер Жиньяк  | УАНЛ Тигрес          | 4    |
| 3     | Хулиан Карранса    | Филадельфия Юнион    | 4    |
| 3     | Энри Мартин        | Америка              | 4    |
| 3     | Томас Чанкалай     | Нью-Инглэнд Революшн | 4    |
| 8     | Джакомо Вриони     | Нью-Инглэнд Революшн | 3    |
| 8     | Кейд Кауэлл        | Гвадалахара          | 3    |
| 8     | Хулиан Киньонес    | Америка              | 3    |
| 8     | Диего Росси        | Коламбус Крю         | 3    |
| 8     | Факундо Торрес     | Орландо Сити         | 3    |
| 8     | Джейкоб Шаффелберг | Нэшвилл              | 3    |

### Голевые передачи
| Место | Игрок               | Клуб                 | Передачи |
| ----- | ------------------- | -------------------- | -------- |
| 1     | Уссама Идрисси      | Пачука               | 6        |
| 2     | Максимильяно Меса   | Монтеррей            | 5        |
| 3     | Эсмир Байрактаревич | Нью-Инглэнд Революшн | 4        |
| 4     | Диего Вальдес       | Америка              | 3        |
| 4     | Эрик Санчес         | Пачука               | 3        |
| 4     | Брет Холси          | Цинциннати           | 3        |

### «Сухие» матчи
| Место | Игрок              | Клуб                 | Сухие матчи |
| ----- | ------------------ | -------------------- | ----------- |
| 1     | Карлос Морено      | Пачука               | 4           |
| 2     | Луис Малагон       | Америка              | 3           |
| 2     | Генрих Равас       | Нью-Инглэнд Революшн | 3           |
| 4     | Эстебан Андрада    | Монтеррей            | 2           |
| 4     | Педро Гальесе      | Орландо Сити         | 2           |
| 4     | Науэль Гусман      | УАНЛ Тигрес          | 2           |
| 4     | Роуман Селентано   | Цинциннати           | 2           |
| 8     | Андре Блейк        | Филадельфия Юнион    | 1           |
| 8     | Стив Кларк         | Хьюстон Динамо       | 1           |
| 8     | Александре Лескано | Эредиано             | 1           |
| 8     | Эллиот Паникко     | Нэшвилл              | 1           |
| 8     | Патрик Шулти       | Коламбус Крю         | 1           |
| 8     | Джо Уиллис         | Нэшвилл              | 1           |

## Награды
| Награда              | Игрок                  | Клуб         | Ист.   |
| -------------------- | ---------------------- | ------------ | ------ |
| Лучший игрок         | Саломон Рондон         | Пачука       | [ 10 ] |
| Лучший бомбардир     | Саломон Рондон         | Пачука       | [ 10 ] |
| Лучший вратарь       | Патрик Шулти           | Коламбус Крю | [ 10 ] |
| Лучший молодой игрок | Мигель Эмилио Родригес | Пачука       | [ 10 ] |
| Награда фейр-плей    | —                      | Коламбус Крю | [ 10 ] |